# Jessie Craigen
Jessie Hannah Craigen (* 1834 oder 1835; † 5. Oktober 1899 in Ilford, London) war eine professionelle Rednerin und frühe britische Aktivistin für das Frauenwahlrecht in Großbritannien aus der Arbeiterklasse. Sie arbeitete als freiberufliche Kampagnenmitarbeiterin und Rednerin in den Kampagnen für die Irish Home Rule, gegen Vivisektion, die Impfpflichten der Vaccination Acts und die Contagious Diseases Acts von 1866 und 1869.

## Leben
Craigen war die Tochter eines schottischen Seekapitäns, der starb, als sie noch ein Kleinkind war, und einer italienischen Schauspielerin, deren Namen beide unbekannt geblieben sind. Es ist nicht sicher, wo im Vereinigten Königreich sie geboren wurde, obwohl der Dover Express sie 1866 als „schottische Dame“ beschrieb. In den Unterlagen der Volkszählung von 1871 lebte sie mit einem adoptierten 18-jährigen Kind, Rosetta Vincent, und einer verheirateten Schwester, Emma Henley, in Ordsall bei Retford, Nottinghamshire. Sie vermerkte sich selbst als „Rednerin“, geboren in London. Bei der Volkszählung von 1881 ist sie in Clifton, Bristol, und beschreibt sich selbst als in London geborene „Rednerin für soziale Themen“.
Als Kind trat Craigen auf der Bühne auf, was ihr möglicherweise die Fähigkeiten und das Selbstvertrauen für ihre späteren öffentliche Auftritte verschaffte. In den späten 1850er Jahren begann sie mit Lesungen aus Theaterstücken und Rezitationen, bevor sie begann, auf Versammlungen der Abstinenzbewegung Reden zu halten. 1861 wurde sie bei einer solchen Gelegenheit als „clever Quakeress“ beschrieben. Im Dezember 1868 oder Juli 1870 sprach sie auf Frauenwahlrechtsversammlungen. Ein Zeitungsreporter schrieb 1869 in Alnwick, dass ihre Vorträge gut besucht waren, fügte aber hinzu, dass dies daran lag, dass eine weibliche Rednerin ein Novum war, und zitierte in dem Zusammenhang Samuel Johnsons polemische Äußerung: „[…] das Predigen einer Frau ist wie das Laufen eines Hundes auf seinen Hinterbeinen. Es wird nicht gut gemacht; aber man ist überrascht, dass es überhaupt gemacht wird.“
Zwischen 1868 und 1884 warb Craigen für Frauenrechte. Ihre wichtigsten Unterstützer waren die radikalen Suffragetten Priscilla Bright McLaren, Lilias Ashworth Hallett und die Quäkerschwestern Anna Maria und Mary Priestman, die die Notwendigkeit erkannt hatten, die Unterstützung der Arbeiterklasse für die Wahlrechtsbewegung zu gewinnen. Die Feministin und Frauenrechtlerin Helen Blackburn nannte Craigen das „seltsame, unberechenbare Genie“, das mit einem Ton wie eine „mächtige, melodiöse Glocke“ spreche. Blackburn notierte, dass Craigen ihre Tourneen selbst plante und durchführte und dabei das ganze Vereinigte Königreich bereiste, nur begleitet von ihrem kleinen Hund, und dass sie mit der Kraft ihrer Stimme in der Lage war, das Publikum zu fesseln, „von Bergleuten in Northumberland […] und Fischern in Cornwall“. Craigen besuchte auch Stornoway auf den Hebriden. Der Schriftsteller und Politiker Henry Hyndman schrieb anschaulich über sie:

“Jessie Craigen was ugly, self-taught, roughly attired, and uncouth in her ways.Yet all this was soon overlooked when once the lady began to speak […] She came forward, dumped down on the table in front of me an umbrella, a neck wrapper, and a shabby old bag.Then she turned round to face the audience. She was greeted with boisterous peals of laughter. No wonder! Such a figure of fun you never saw. It was Mrs. Gamp come again in the flesh – umbrella, corkscrew curls and all. There she stood with a battered bonnet on her straggling grey hair, with a rough shawl pinned over her shoulders, displaying a powerful and strongly marked and somewhat bibulous physiognomy, with a body of portly development and as broad as it was long […] In two minutes the whole audience was listening intently; within five she had them in fits of laughter, this time not at her but with her. A little later tears were in every eye as she told some terribly touching story of domestic suffering, self-sacrifice, and misery. So it went on. This ungainly person was producing more effect than all the rest of the speakers put together.”

„Jessie Craigen war unansehnlich, ungeschliffe, grob gekleidet und ungehobelt, doch all das war schnell vergessen, wenn die Dame zu sprechen begann […] Sie trat vor, warf einen Regenschirm, ein Halstuch und eine schäbige alte Tasche auf den Tisch vor mir und drehte sich dann zum Publikum um. Sie wurde mit schallendem Gelächter begrüßt. Kein Wunder! So einen Spaßvogel hat man noch nie gesehen. Sie war Dickens „Sairey Gamp“ leibhaftig – mit Schirm, Korkenzieherlocken und allem. Sie stand da mit einer zerzausten Haube auf ihrem grauen Haar, mit einem groben Schal über den Schultern, mit einer kräftigen, stark gezeichneten und etwas bibelförmigen Physiognomie, mit einem ebenso breiten wie langen Körper […] In zwei Minuten hörte das ganze Publikum aufmerksam zu; innerhalb von fünf Minuten hatte sie es in Lachanfälle versetzt, diesmal nicht über sie, sondern mit ihr. Wenig später standen jedem die Tränen in den Augen, als sie eine furchtbar rührende Geschichte von häuslichem Leid, Selbstaufopferung und Elend erzählte. Und so ging es weiter. Diese unbeholfene Person erzielte mehr Wirkung als alle anderen Redner zusammen.“

Im Jahr 1879 trat sie auf Podien mit den wichtigsten Persönlichkeiten der Frauenwahlrechtsbewegung auf, und im Oktober desselben Jahres sagte Helen Blackburn in Manchester, dass sie „die Versammlung mit ihrer großartigen Stimme und ihren starken und geistreichen Worten, die sie mit geübter Kraft vortrug, gefesselt hielt“. Am 3. Februar 1880 sprach sie im Rahmen der Reihe Great Demonstration of Women in der Free Trade Hall neben so bekannten Persönlichkeiten wie Priscilla Bright McLaren, Lydia Becker und Josephine Butler.
Im Jahr 1881 oder 1882 lernte sie Helen Taylor kennen, zu der sie eine leidenschaftliche Beziehung entwickelte, und die als Tochter von Harriet Taylor und Stieftochter von John Stuart Mill, aus einem ganz anderen sozialen Umfeld stammte. Taylor hatte sich zu diesem Zeitpunkt von vielen Mitgliedern der Suffragetten-Führung entfremdet und konzentrierte ihre politischen Energien auf die Irish Land League. Die irische Freiheit lag auch Craigen sehr am Herzen lag und sie wurde in Unterstützung von Taylor tätig, um als Rednerin für die League nach Irland zu gehen. Dort wurde sie jedoch bald von Charles Stuart Parnell desillusioniert. Da sie ihre Überzeugungen nie für sich behalten konnte, führten ihre Angriffe auf Parnell offenbar zu einem Bruch mit Helen Taylor. Die Freundschaft mit Taylor ging jedoch wegen Meinungsverschiedenheiten über Irland und Charles Stewart Parnell in die Brüche.
Als die frühe Frauenwahlrechtsbewegung nach der Verabschiedung des Representation of the People Act 1884 ohne eine Regelung für Frauen auseinanderbrach, wurde Craigens Tätigkeit als bezahlte Rednerin immer schwieriger und sie verschwand allmählich aus der Frauenwahlrechtsszene, da sie damit ihren Lebensunterhalt nicht mehr bestreiten konnte. Sie sprach jedoch weiterhin für andere Anliegen, schrieb zum Beispiel einen Artikel für die Nineteenth Century Review gegen Vorschläge zum Bau eines Kanaltunnels, und als sie im April 1894 auf einer Anti-Vivisektions- und Anti-Impfpflicht-Demonstration in Chelsea sprach, wurde sie als eine „stämmige, ältere Dame mit dunklem Teint, einem Stoppelbart und einem kräftigen Schnurrbart“ beschrieben.
Mit dem Local Government Act 1894 wurde ein System von Stadt- und Landbezirksräten geschaffen worden, das auch Frauen als Ratsmitglieder zuließ. Im Dezember 1894 kandidierte Craigen im Namen der Women’s Liberal Association als einzige Frau für den Stadtbezirksrat von Ilford, war allerdings erfolglos.
Craigen starb 1899 in ihrer Wohnung in Ilford. Die Lokalzeitungen beschrieben sie als „bekannte alte Jungfer“, aber auch als „Geizhals“, die ihr Haus mit fünfzehn Hunden geteilt hätte. In einem Nachruf im Zoophilist hieß es: „Als Frau aus dem Volk übte sie großen Einfluss auf die Arbeiterklasse aus […] Wir werden ihre mutige und freimütige Fürsprache vermissen [sowie] ihre rasanten und wortgewandten Reden“. Ihren Besitz vermachte sie Rosetta Blanche Vincent, die als alleinige Testamentsvollstreckerin eingesetzt wurde.
Ihr Name, aber kein Bild, da es keine bekannte Fotografie oder Zeichnung von ihr gibt, befindet sich auf dem Sockel der 2018 enthüllten Millicent-Fawcett-Statue auf dem Parliament Square in London.